# Clitelloxenia inflatibia
Clitelloxenia inflatibia är en tvåvingeart som beskrevs av Ronald Henry Lambert Disney 1997. Clitelloxenia inflatibia ingår i släktet Clitelloxenia och familjen puckelflugor. Inga underarter finns listade i Catalogue of Life.